# خواب سفید
خواب سفید با نام پیشین خواب خیس فیلمی به کارگردانی حمید جبلی و محصول سال ۱۳۸۰ است. الیزابت امینی، حمید جبلی و صحرا کریمی در این فیلم بازی کرده‌اند.

## خلاصه داستان
رضا پسر ساده‌دلی است که در مغازهٔ فروش لوازم عقد و عروسی کار می‌کند. او مجرد است و با پدر پیرش زندگی می‌کند. رضا مسئول بردن وسایل مورد نیاز برای مزون‌های لباس عروس است. او هرچند وقت یک‌بار در خلال کارش به زیارت قبر مادرش می‌رود. در کنار قبرستان، دختری به نام معصومه زندگی می‌کند که به رضا علاقه‌مند است؛ اما رضا به مانکنی که در ویترین مغازه است علاقه دارد و وقتی مانکن را می‌برند، بسیار ناراحت می‌شود. روزی رضا عاشق خانم مزون‌داری می‌شود که با شاگردش برای خرید به مغازهٔ آن‌ها آمده‌اند. رضا مزون خانم را پیدا می‌کند و به بهانه‌های مختلف به آن‌جا سر می‌زند و همین کار باعث می‌شود تا خانم مزون‌دار، تصور کند رضا عاشق شاگرد اوست. او ترتیب مراسم خواستگاری را می‌دهد، اما روز خواستگاری همه متوجه می‌شوند او عاشق صاحب مزون است و چون صاحب مزون متأهل بوده، شوهر وی رضا را از خانه بیرون می‌اندازد. مدتی بعد، او با معصومه ازدواج می‌کند.

## بازیگران فیلم
- حمید جبلی در نقش رضا
- صحرا کریمی در نقش معصومه
- الیزابت امینی در نقش فریبا
- یوسف پشندی در نقش پدر
- عباس مدبر در نقش محمود آقا
- سپیده عیدی در نقش مریم
- حسین کلانتر در نقش حسن
- محمد نعیمی در نقش شوهر فریبا
- مهدی لباف در نقش اکبر
- ناصر جبلی در نقش پدر عروس
- فاطمه سحرفکر در نقش زن همسایه
- حسین نجفی در نقش مغازه دار
- علی عباس رفیعی در نقش داماد